# Labropsis alleni
Labropsis alleni és una espècie de peix de la família dels làbrids i de l'ordre dels perciformes.

## Morfologia
Els mascles poden assolir els 10 cm de longitud total.

## Distribució geogràfica
Es troba a Indonèsia, les Filipines, Nova Guinea, Salomó, les Illes Marshall i Palau.